# Joseph Châu Ngọc Tri
Joseph Châu Ngọc Tri (Bình Triều, 12 settembre 1956) è un vescovo cattolico vietnamita, dal 12 marzo 2016 vescovo di Lạng Sơn e Cao Bằng.

## Biografia

### Infanzia e formazione
Joseph Châu Ngọc Tri è nato il 12 settembre 1956 nel comune di Bình Triều del distretto Thăng Bình nella provincia di Quang Nam, settimogenito di una devota famiglia cattolica di contadini con dieci figli. Sentita fin da bambino la vocazione al sacerdozio, ha iniziato gli studi religiosi entrando nel 1969 nel seminario minore San Giovanni a Đà Nẵng. Nel 1975 ha studiato filosofia e teologia presso il seminario maggiore di Hòa Bình. Terminati gli studi, nel 1982 ha dovuto tornare dalla sua famiglia per lavoro e contemporaneamente ha svolto volontariato pastorale presso la sua parrocchia d'origine.

### Ministero sacerdotale
È stato ordinato diacono il 3 settembre 1989 e presbitero il 21 novembre seguente in entrambe le occasioni dal vescovo François Xavier Nguyễn Quang Sách, incardinandosi nella diocesi di Đà Nẵng. 
Dopo l'ordinazione è stato parroco della parrocchia di Hà Lam fino al 1998 ed è stato membro del consiglio diocesano dal 1996. Nel 1998 è stato inviato in Francia per studiare teologia pastorale presso l'Institut catholique de Paris, rimanendovi fino al 2002. Tornato in Vietnam, è stato nominato parroco della parrocchia Trà Kiệu e rettore del centro mariano di Trà Kiệu, decano del decanato di Hội An e membro del consiglio diocesano.

### Ministero episcopale
Il 13 maggio 2006 papa Benedetto XVI lo ha nominato vescovo di Đà Nẵng. Ha ricevuto l'ordinazione episcopale il 4 agosto seguente per imposizione delle mani del vescovo Paul Tịnh Nguyễn Bình Tĩnh, P.S.S..
Dieci anni dopo, il 12 marzo 2016, papa Francesco lo ha nominato vescovo di Lạng Sơn e Cao Bằng. Contestualmente, Joseph Đặng Đức Ngân è stato trasferito alla diocesi di Đà Nẵng. È stata la prima volta di uno scambio di vescovi in Vietnam. Ha preso possesso della diocesi il 9 aprile successivo.
Per la Conferenza episcopale del Vietnam ha ricoperto il ruolo di presidente del Comitato per la pastorale familiare per quattro mandati consecutivi dal 2007 al 2019.
Il 3 luglio 2025 papa Leone XIV lo ha nominato membro del Dicastero per il dialogo interreligioso.

## Genealogia episcopale
La genealogia episcopale è:
- Cardinale Scipione Rebiba
- Cardinale Giulio Antonio Santori
- Cardinale Girolamo Bernerio, O.P.
- Vescovo Claudio Rangoni
- Arcivescovo Wawrzyniec Gembicki
- Arcivescovo Jan Wężyk
- Vescovo Piotr Gembicki
- Vescovo Jan Gembicki
- Vescovo Bonawentura Madaliński
- Vescovo Jan Małachowski
- Arcivescovo Stanisław Szembek
- Vescovo Felicjan Konstanty Szaniawski
- Vescovo Andrzej Stanisław Załuski
- Arcivescovo Adam Ignacy Komorowski
- Arcivescovo Władysław Aleksander Łubieński
- Vescovo Andrzej Stanisław Młodziejowski
- Arcivescovo Kasper Kazimierz Cieciszowski
- Vescovo Franciszek Borgiasz Mackiewicz
- Vescovo Michał Piwnicki
- Arcivescovo Ignacy Ludwik Pawłowski
- Arcivescovo Kazimierz Roch Dmochowski
- Arcivescovo Wacław Żyliński
- Vescovo Aleksander Kazimierz Bereśniewicz
- Arcivescovo Szymon Marcin Kozłowski
- Vescovo Mečislovas Leonardas Paliulionis
- Arcivescovo Bolesław Hieronim Kłopotowski
- Arcivescovo Jerzy Józef Elizeusz Szembek
- Vescovo Stanisław Kazimierz Zdzitowiecki
- Cardinale Aleksander Kakowski
- Papa Pio XI
- Vescovo Jean-Baptiste Nguyễn Bá Tòng
- Vescovo Thaddée Anselme Lê Hữu Từ, O.Cist.
- Vescovo Pierre Marie Phạm Ngọc Chi
- Vescovo François Xavier Nguyễn Quang Sách
- Vescovo Paul Tịnh Nguyễn Bình Tĩnh, P.S.S.
- Vescovo Joseph Châu Ngọc Tri